# 全国一般労働組合全国協議会
全国一般労働組合全国協議会（ぜんこくいっぱんろうどうくみあいぜんこくひょうぎかい、略称：全国一般全国協（ぜんこくいっぱんぜんこくきょう）、英語：National Union of General Workers）は日本の合同労働組合である。1991年に、総評・全国一般労働組合（現：自治労全国一般評議会）や全労連・全国一般労働組合の方針に反発して独立する。略称は全国一般全国協であるが、通称として全労協・全国一般という言い方もある。
全国労働組合連絡協議会（全労協）に加盟している。

## 概要

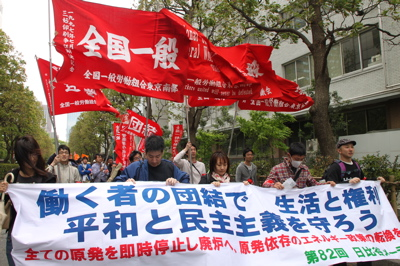
2011年全国労働組合連絡協議会（全労協）メーデー 東京

- 本部：東京都港区芝2-8-13　KITAハイム芝3F
- 中央執行委員長：大野隆（東京労組）
- 副執行委員長：星野憲太郎（宮城合同労組）、渡辺啓二（東京東部労組）、服部恭子（きょうとユニオン）
- 書記長：池内顕典（東京南部）

1980年代後半の労働戦線の再編の中で、右派主導によって1988年8月に全日本民間労働組合連合会（全民労連、連合）が結成されると、総評加盟の総評・全国一般労働組合（全国一般）はこれに加盟する。しかし、日本共産党系の非主流左派がこれに反発して、1989年に加盟単組や地方組織、支部、分会が全国一般を脱退する。全労連の傘下によって全労連・全国一般労働組合（全労連・全国一般）を結成する。それに対し、連合も全労連もよしとしない組合が1991年12月1日に全労協に加盟して全国一般労働組合全国協議会を結成する。後に、全国金属（全国金属労働組合、旧総評系、現在のJAM）から分裂した金属一般なども合流した。

## 組織
全国1都2府14県に41の傘下組織を持つ。なお、これらの県域を越えて活動している組合も存在する。
- 共生ユニオンいわて
- 宮城合同労働組合
- いわき自由労働組合
- ふくしま連帯ユニオン
- 長野一般労働組合
- 金属一般昭和電気鋳鋼労働組合
- 全国一般荏原労働組合
- 全労協全国一般東京労働組合
- 全国一般労働組合全国協議会東京東部労働組合〈NPO労働相談センター〉
- 全国一般東京南部労働組合
- 全国一般労働組合全国協議会神奈川
- 自立労連スイートガーデン労働組合埼玉支部
- 安倍川製紙労働組合
- 静岡金属一般労働組合村上開明堂支部
- 自立労連スイートガーデン労働組合中部支部
- ゼネラルユニオン
- 大阪YMCA労働組合
- 東横イン労働組合
- 西成合同労働組合船場池田分会
- 西成合同労働組合桜井鉄工分会
- NJA労働組合
- 全国一般労働組合全国協議会中金労働組合
- 自立労働組合連合（自立労連）
- 洛南地域合同労働組合（洛南ユニオン）
- 京都地域合同労働組合（きょうとユニオン）
- 自立労連スイートガーデン労働組合神戸支部
- 阪神合同労働組合
- 山口連帯労働組合（連帯労組・やまぐち）
- 大鵬薬品労働組合
- 酒卸協同組合労働組合
- 全国一般労働組合全国協議会徳島協議会
- 徳島地域合同労働組合（ユニオン徳島）
- ラジオメーター労働組合
- ふくおか生協労働組合
- 福岡ゼネラルユニオン
- 介護労働者組合ケアリング
- 全国一般北九州合同労働組合（ユニオン北九州）
- 全国一般嘉飯山合同労働組合
- 全国一般長崎地方労働組合長崎合同支部
- 全国一般長崎連帯労働組合